# アブドゥライ・ンジャイ
アブドゥライ・ニアカテ・ンジャイ（フランス語: Abdoulaye Niakhaté Ndiaye、2002年4月10日 - ）は、セネガルのサッカー選手。ポジションはDF。

## クラブ歴
ASダカール・サクレ＝クールの下部組織出身で、2020年にオリンピック・リヨンに移籍した。 その後はBチームでプレーしたが、トップチームでは2試合にベンチ入りしたのみで出場機会はなかった。
2022年6月16日、リーグ・ドゥのSCバスティアに期限付き移籍
。8月6日のリーグ戦でプロ初出場を記録し、この試合でプロ初得点も記録した。
2023年7月20日、リーグ・ドゥに降格したトロワACに完全移籍した。移籍金は350万ユーロで、20%の出来高がさらに加えられるものとなった。

## 代表歴
U-20代表として2019 FIFA U-20ワールドカップに参加したが、同大会中の出場機会はなかった。